# Milsjön, Hälsingland
Milsjön är en sjö i Ljusdals kommun i Hälsingland och ingår i Ljusnans huvudavrinningsområde. Sjön är 12 meter djup, har en yta på 1,41 kvadratkilometer och befinner sig 227,2 meter över havet. Sjön avvattnas av vattendraget Milån.

## Delavrinningsområde
Milsjön ingår i det delavrinningsområde (684022-151137) som SMHI kallar för Utloppet av Milsjön. Medelhöjden är 284 meter över havet och ytan är 12,21 kvadratkilometer. Räknas de 6 avrinningsområdena uppströms in blir den ackumulerade arean 57,83 kvadratkilometer. Milån som avvattnar avrinningsområdet har biflödesordning 2, vilket innebär att vattnet flödar genom totalt 2 vattendrag innan det når havet efter 101 kilometer. Avrinningsområdet består mestadels av skog (79 procent). Avrinningsområdet har 1,54 kvadratkilometer vattenytor vilket ger det en sjöprocent på 12,6 procent.